# 光明路街道 (平顶山市)
光明路街道，是中华人民共和国河南省平顶山市新华区下辖的一个乡镇级行政单位。

## 行政区划
光明路街道下辖以下地区：
迎宾社区、建设街社区、新程街社区、体育场社区、长青社区和王庄村。